# Alexander Pechtold
Alexander Pechtold, född den 16 december 1965 i Delft i Nederländerna, är en nederländsk socialliberal politiker.
Sedan 30 november 2006 är han ledamot av det nederländska parlamentet, Generalstaternas andra kammare. 23 november 2006 valdes Pechtold till gruppledare mittenpartiet Demokraterna 66. 24 juni 2006 valdes han till partiledare och blev partiets lijsttrekker (toppkandidat) i valet 2006 efter att ha vunnit mot partiets dåvarande gruppledare, Lousewies van der Laan.